# Psila celidoptera
Psila celidoptera är en tvåvingeart som beskrevs av Shatalkin 1986. Psila celidoptera ingår i släktet Psila och familjen rotflugor. Inga underarter finns listade i Catalogue of Life.